# Dubai Tennis Championships & Dubai Duty Free Women’s Open 2007
Die Barclays Dubai Tennis Championships 2007 waren ein Tennisturnier der WTA Tour 2007 für Damen und ein Tennisturnier der ATP Tour 2007 für Herren in Dubai. Das Damenturnier der WTA fand vom 19. bis 24. Februar 2007 statt, das Herrenturnier der ATP vom 26. Februar bis 4. März 2007.

## Herrenturnier
→ Qualifikation: Dubai Tennis Championships 2007/Qualifikation

## Damenturnier
→ Qualifikation: Dubai Duty Free Women’s Open 2007/Qualifikation